# Tân Thuận Bình
Tân Thuận Bình là một xã thuộc tỉnh Đồng Tháp, Việt Nam.

## Địa lý
Xã Tân Thuận Bình có vị trí địa lý:
- Phía đông giáp xã Đồng Sơn.
- Phía đông nam giáp xã An Thạnh Thủy.
- Phía tây giáp xã Lương Hòa Lạc.
- Phía tây nam giáp xã Chợ Gạo.
- Phía bắc giáp tỉnh Tây Ninh.

Xã Tân Thuận Bình có diện tích 39,94 km², dân số năm 2025 là 40.031 người, mật độ dân số đạt 1.002 người/km².

## Lịch sử
Năm 2018, xã Tân Thuận Bình được công nhận là xã đạt chuẩn nông thôn mới. Năm 2021, xã được công nhận xã nông thôn mới nâng cao.
Ngày 16 tháng 6 năm 2025, Ủy ban Thường vụ Quốc hội ban hành Nghị quyết số 1663/NQ-UBTVQH15 về việc sắp xếp các đơn vị hành chính cấp xã của tỉnh Đồng Tháp năm 2025. Theo đó, sắp xếp toàn bộ diện tích tự nhiên, quy mô dân số của các xã Đăng Hưng Phước, Quơn Long và Tân Thuận Bình thành xã mới có tên gọi là xã Tân Thuận Bình.
Sau khi sáp nhập, xã Tân Thuận Bình có 39,94 km² diện tích tự nhiên và dân số 40.031 người.